# ダイヤモンドヘッド
ダイヤモンドヘッド（Diamond Head）は、アメリカ合衆国内ハワイ諸島のオアフ島にある火山。火山活動で噴出した火山砕屑物が火口の周囲に積もり丘を形成した火山砕屑丘である。

## 概要
ハワイ先住民は「マグロの額」という意味でハワイ語で「レーアヒ」（Lēʻahi）と呼んでいる。19世紀にイギリスの水夫たちがこの山を登った時、火口付近の方解石の結晶をダイヤモンドと間違え「ダイヤモンドヘッド」と名付けたといわれる。
20世紀に入り、海を一望できるダイヤモンドヘッドはオアフ島の沿岸防衛に理想的な場所とされ、1904年に連邦政府に買い上げられたのち、1908年から1943年まで大砲の砲台などが据え置かれ、軍事要塞と化していった。結局1度も使われないまま現在に至るが、ダイヤモンドヘッド頂上まで通る道やトンネルは、この際に作られた資材運搬等の登山道を利用したものである。

## 地史
オアフ島の東部を形成したコオラウ火山が260万年前に活動開始し、その後約100万年にわたって休止。その後、Honolulu Volcanic Seriesと呼ばれる独立単成火山群を形成する火山活動が始まった。この活動の一つとして、約40-50万年前に生まれたのがダイヤモンドヘッドである。
噴火は数日も続かない爆発型のものであった。この原因は、当時海面が今より高く、マグマが海水と接触したためと推定される。先述の火山活動がオアフ島南東部のパンチボウル、ハナウマベイ、ココヘッドやマナマ島などの小規模な火山を生み出した。
本火山群の最新の活動期と考えられるKoko Fissureが3万年前頃であり、本火山群で将来新たな噴火が生ずる可能性は否定できないと考えられている。

山容
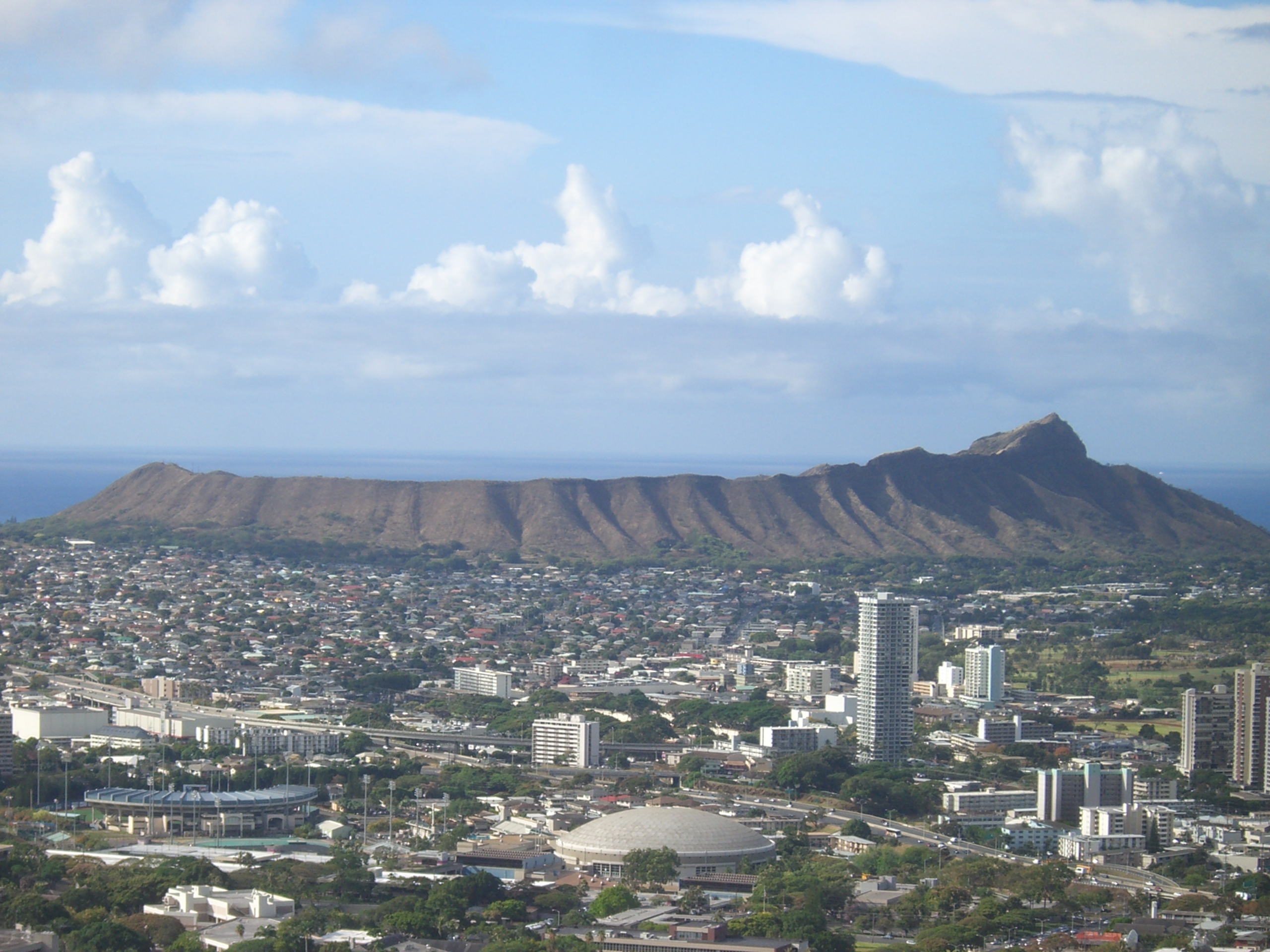
北西から
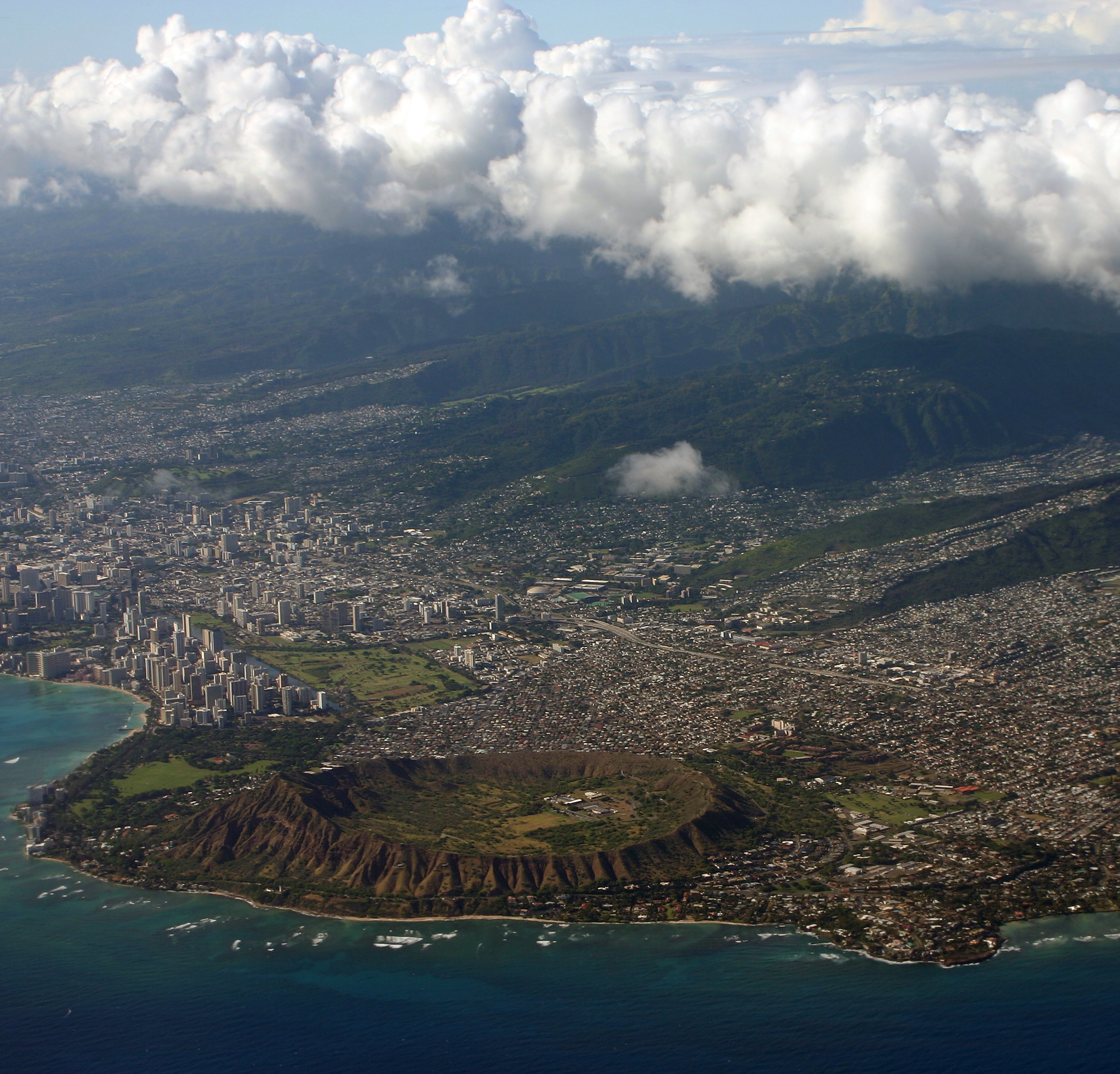
ホノルルの街並と
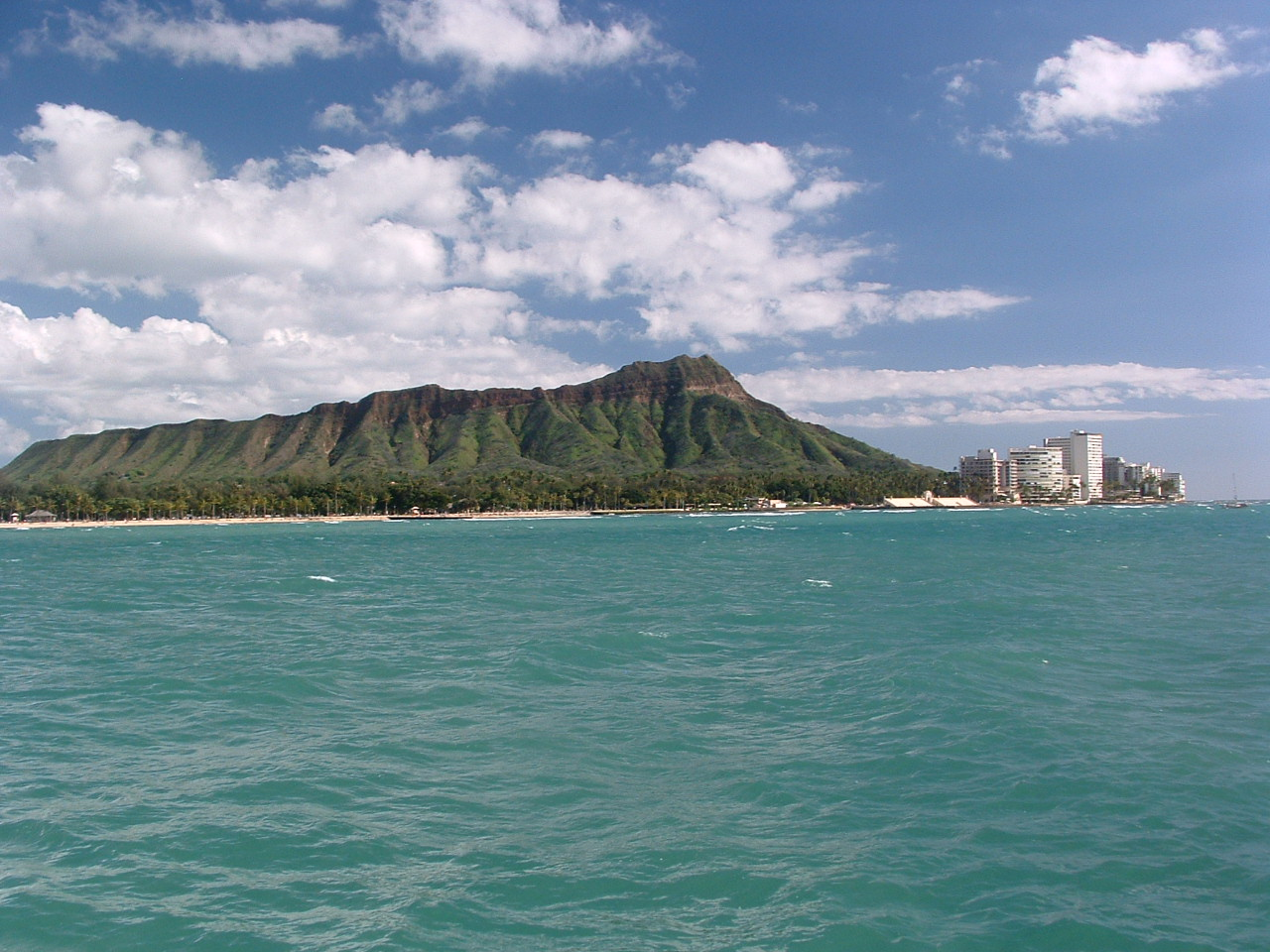
ワイキキ沖から
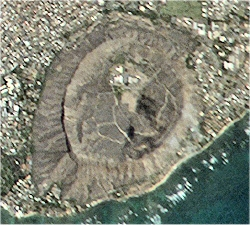
真上から

## 登山
ダイアモンドヘッドの周辺は住宅地で、公営バス「TheBus」の停留所も設けられている。山体はアメリカ合衆国の州記念物だが、一部は政府のアンテナ基地が設営されているため非公開である。火口の内側の駐車場から山頂へは約1kmの道のりであり、往復1時間から2時間程度である。登山路はほぼ完全舗装であるが、熱帯の火口原を歩き、狭くて急な階段やトンネルがあるため、サンダル履きなどは適さない。

登山
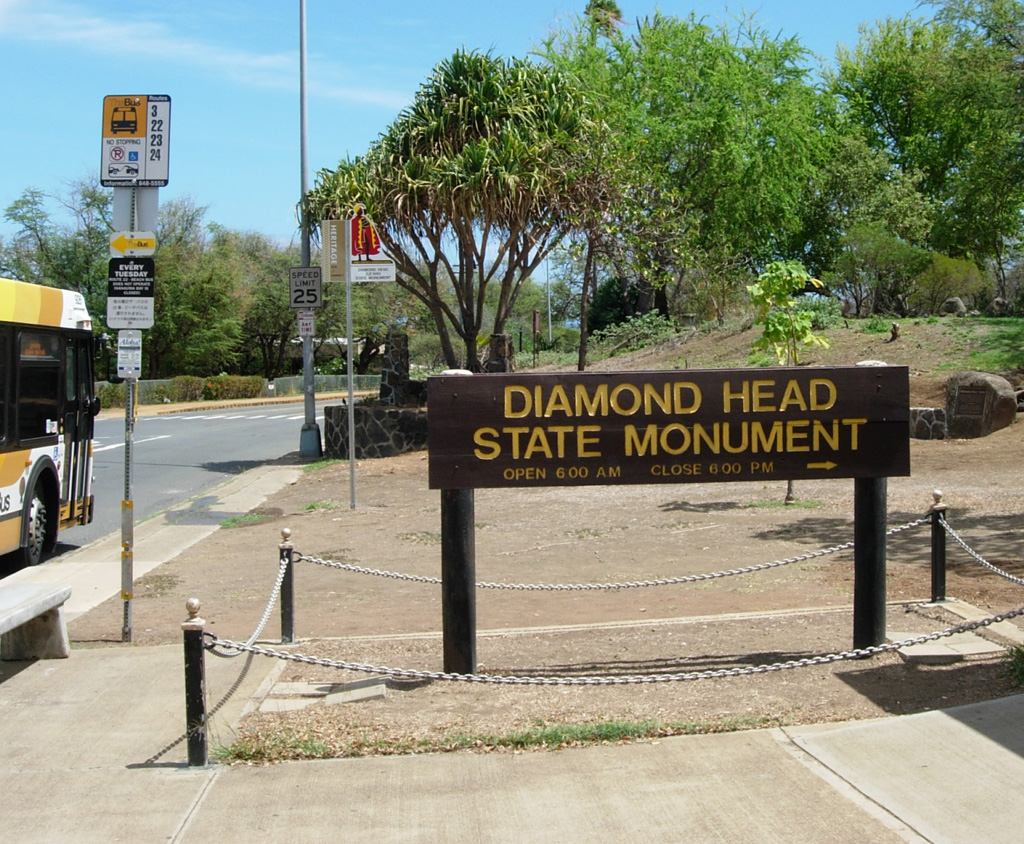
行程1：ダイヤモンドヘッド入口（TheBusバス停付近）。ここから登山道入り口までは徒歩で約10分
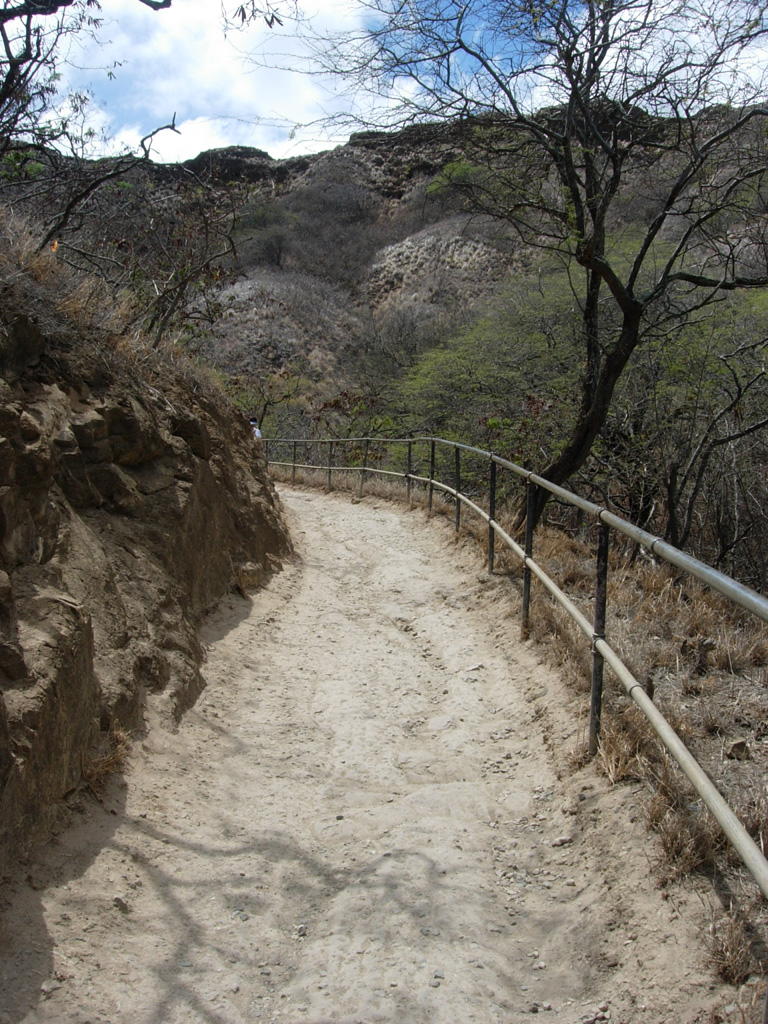
行程2：登山道入り口付近
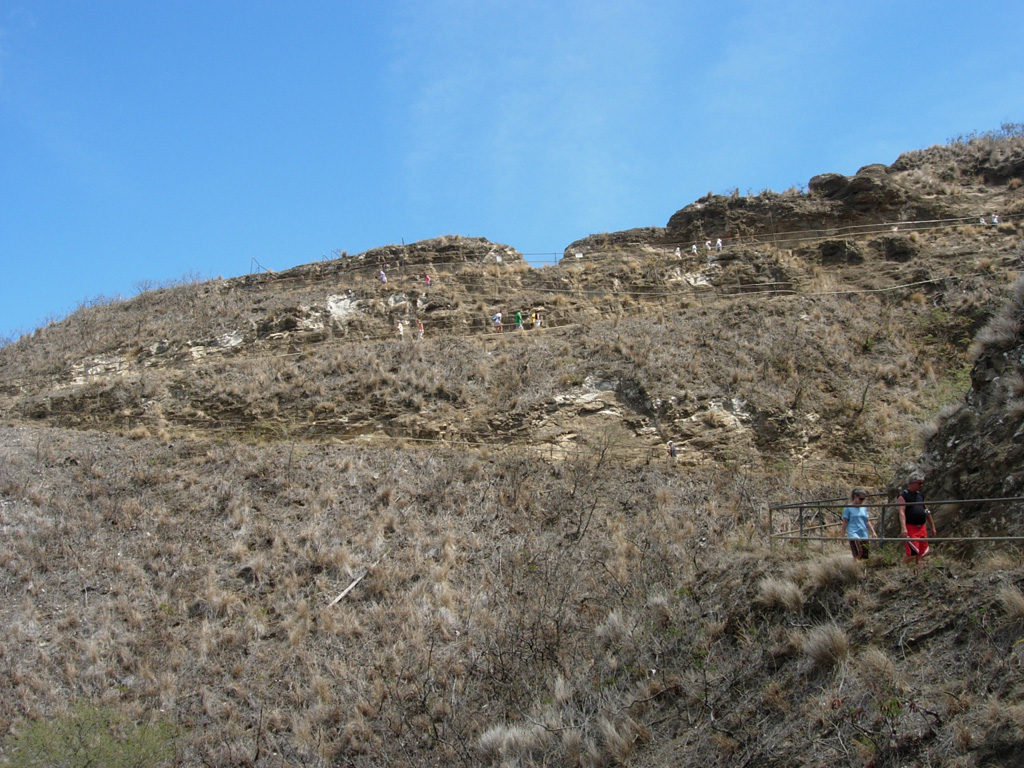
行程3：階段までの登山道
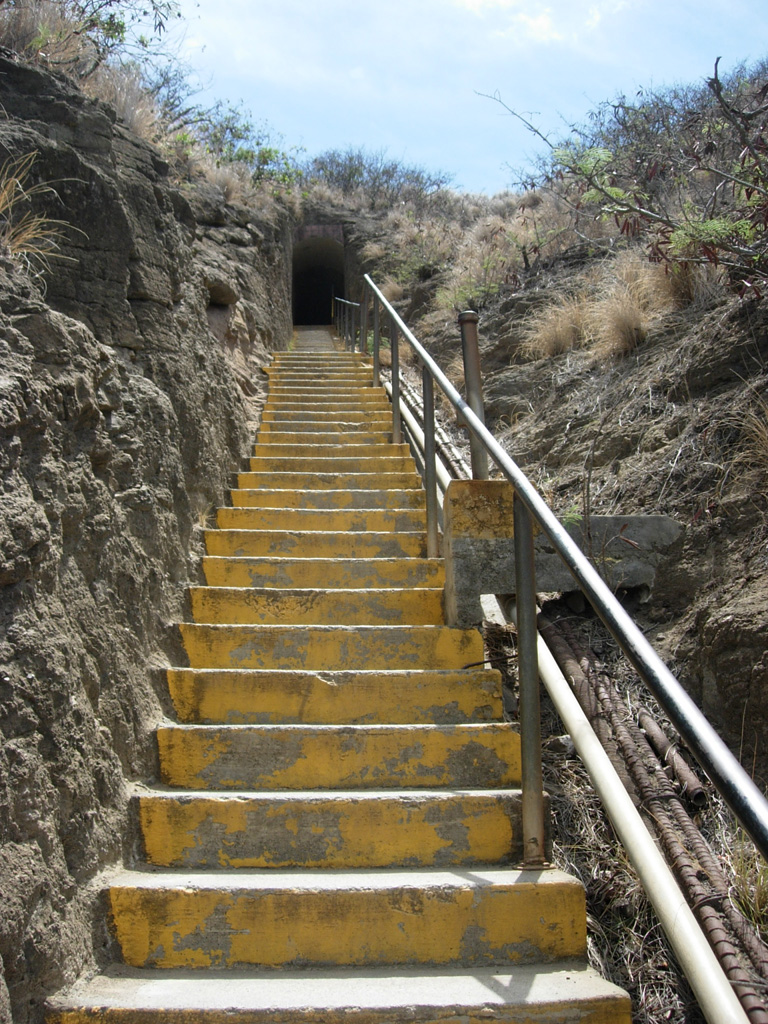
行程4：頂上への階段
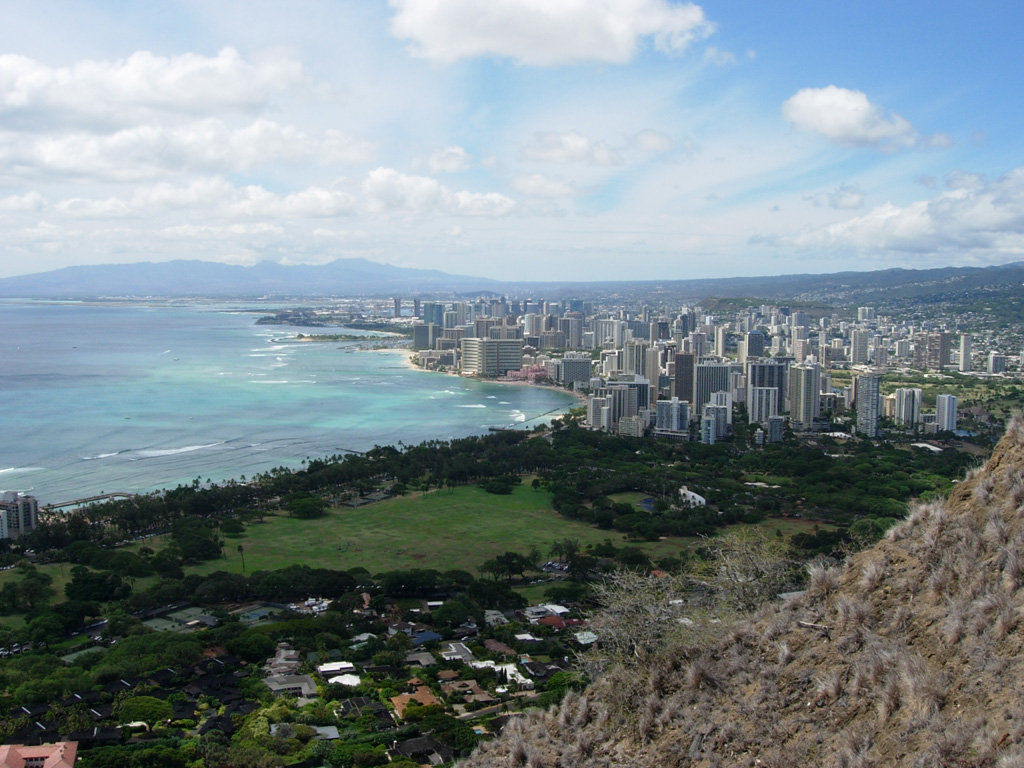
頂上から見たワイキキ海岸とカピオラニ公園

## 交通
公共バス（ザ・バス＝TheBus）または観光用ワイキキ・トロリーの利用が便利である。
- 公共バスでは、
  - ワイキキからザ・バス23番で「Diamond Head Crater」（ダイアモンドヘッド火口原）バス停まで、約30分
  - ワイキキからザ・バス2番]で「Kapiolani Community College」（カピオラニ・コミュニティーカレッジ）バス停まで、約30分
- 観光用ワイキキ・トロリーでは、
  - ダイヤモンドヘッド周遊のグリーンライン（Green Line）